# Старе зерносховище (Краків)
Старе зерносховище — зерносховище збудоване у XVIII столітті відразу за міськими мурами Кракова. У 2002 році будівлю внесено до реєстру пам'яток як давнє краківське зерносховище.
Спочатку будівля використовувалася як зерносховище. У ХІХ столітті він був у власності родини Яблоновських, а у 1905 році його продали місту. До Другої світової війни тут була резиденція Асоціації архітекторів, а у 1960-х роках її передали на постійне користування Національному музею у Кракові під склад старовиннихих меблів. Після ремонту, у 2013 році в будівлі відкрито філію Національного музею в Кракові — Центр європейської культури „Europeum”, де експонуються твори європейського мистецтва.